# Bras Cabot
Le Bras Cabot est un cours d'eau de l'île de La Réunion, un département et région d'outre-mer français dans le Sud-Ouest de l'océan Indien. Il prend sa source dans le rempart montagneux qui sépare la Plaine des Cafres de la forêt de Bébour, au sein du parc national de La Réunion. Il s'écoule ensuite vers le nord-est sur 10 kilomètres. Ce faisant, il forme d'abord le bassin des Hirondelles puis se jette dans la vallée de Takamaka, où il reçoit les eaux des cascades du Bras Magasin avant de finalement rejoindre la rivière des Marsouins.